# 8932 Nagatomo
8932 Nagatomo là một tiểu hành tinh vành đai chính với chu kỳ quỹ đạo là 1833.7790350 ngày (5.02 năm).
Nó được phát hiện ngày 6 tháng 1 năm 1997 T. Kobayashi ở Oizumi. Nó được đặt theo tên Makoto Nagatomo (b. 1937), a pioneer in the field of electric propulsion.